# Fostoria (Michigan)
Fostoria – jednostka osadnicza w Stanach Zjednoczonych, w stanie Michigan, w hrabstwie Tuscola.